# Диков, Иван Михайлович
Ива́н Миха́йлович Дико́в (17 [29] июля 1833 — 13 сентября 1914, Петроград) — русский адмирал (1905), генерал-адъютант (1906), морской министр (1907—1909), член Государственного Совета (1909-1914)

## Биография
22 мая 1854 года поступил в Школу флотских юнкеров Черноморского флота.
С 9 сентября по 6 октября находился в составе Севастопольского гарнизона, участвуя в действиях против англо-французов. 5 октября награждён знаком отличия военного ордена Святого Георгия за отличную храбрость и мужество. Участвовал в Севастопольской обороне, за которую награждён медалью.
3 сентября 1855 года переведён в Черноморскую гардемаринскую роту в чине гардемарина. 14 мая 1856 года произведён в мичманы. На шхуне «Опыт» плавал по Чёрному морю. В 1856—1857 годах на пароходе «Прут» плавал в том же море и за границей. В 1858—1861 годах на пароходах «Прут» и «Турок» и шхунах «Абин», «Псезуапе» и «Соук-су» ежегодно плавал в Чёрном море, производя, по поручению Свиты Его Императорского Величества контр-адмирала Г. И. Бутакова и генерал-адъютанта Б. А. фон Глазенапа, магнитные наблюдения у берегов Крыма и Кавказа, а также у турецких берегов Чёрного моря.
9 июня 1861 года пожалован турецким орденом Меджидие 5-й степени. В 1861—1862 годах на корвете «Кречет» плавал у абхазских берегов Чёрного моря, при чём с 12 февраля по 3 марта 1862 года, находился в крейсерстве между мысом Адлер и рекой Туабсе, участвовал в разбитии 12 кочерм и строений, служивших убежищем для горцев прибрежных саклей, и завалов. 17 апреля 1862 года произведён в лейтенанты. 21 октября 1863 года награждён орденом Святого Станислава 3-й степени. В 1864 году на корвете «Кречет», находившемся в составе судов эскадры контр-адмирала М. О. Дюгамеля, плавал по портам Чёрного моря и у абхазских берегов и участвовал 29 апреля во взятии укрепления Святого Духа.
1 августа 1865 года награждён орденом Святой Анны 3-й степени за труды, понесенные при перевозке морем войск и боевых припасов. 21 октября 1866 года награждён за покорение Кавказа серебряной медалью и крестом «За службу на Кавказе». На императорской яхте «Тигр» плавал у восточных берегов и по портам Чёрного моря, состоя флаг-офицером при главном командире Николаевского порта генерал-адъютанте Б. А. фон Глазенапе. В 1868 году на корвете «Львица» плавал в качестве производителя работ по промеру Чёрного моря для прокладки электрического телеграфного кабеля. 1 января 1869 года награждён орденом Святого Станислава 2-й степени. На пароходе «Казбек» плавал в Чёрном море для указания пути при укладке англо-индийской компанией телеграфного кабеля. Затем состоял запасным членом военно-морского суда Николаевского порта. 23 февраля 1870 года назначен командиром парохода «Прут», на котором плавал в Чёрном и Азовском морях.
1 января 1871 года назначен помощником директора маяков и лоций в Чёрном и Азовском морях. 1 января 1872 года произведён в капитан-лейтенанты. 8 апреля 1873 года награждён императорской короной к ордену Святого Станислава 2-й степени. 18 августа 1876 года назначен заведующим минной частью Черноморского флота.

### Русско-турецкая война

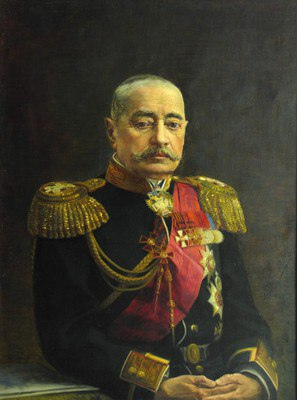
Портрет работы Александра Першакова, 1907 г.

В чине капитан-лейтенанта принимал участие в русско-турецкой войне 1877—1878 годов, командуя флотилией, которой поручено было открыть наступательные действия к Сулину. Пройдя 28 июля 1877 года из Одессы в Килийский рукав Дуная с пароходом «Опыт», двумя шхунами, двумя плавучими батареями (баржами) и четвёркой минных катеров, блестяще выполнил данное ему ответственное поручение. Ниже отряда был наведен бон, а соседние гирла, Георгиевское и Сулинское, заграждены минами после рекогносцировки, произведенной самим Диковым на рыбачьей лодке. Первое заграждение было привезено водой, при помощи «Опыта» и катеров, а все принадлежности второго доставлены сушей за пятнадцать вёрст. Дальнейшая разведка показала, что действовать против Сулина может только флотилия, поэтому отряд был усилен ещё пароходом, шхуной и тремя катерами.
Оборона Сулина состояла из трёх сухопутных батарей, двух броненосцев, бонов и подводных мин. План Дикова заключался в том, чтобы, пользуясь беспечностью турок, провести флотилию через заграждение к Сулину, поставить ближе к нему 2-е заграждение и, лишив турок возможности подойти к русским судам, открыть с них мортирный огонь. В его распоряжении имелось 90 подводных мин. По пути катерам приходилось поднимать старое заграждение, при этом один из катеров («Лейтенант Пущин») попал на мину и затонул. Несмотря на трудность предприятия, план Дикова был выполнен блестяще. Новое минное заграждение поставлено катерами в ночь на 27 сентября под картечным и ружейным огнём. Навстречу отряду вышли 2 турецких парохода. Когда шхуна «Ворон», на которой был Диков, завязала с ними перестрелку, один из пароходов наскочил на мину и затонул, а другой ушёл, турецкий броненосец остался за боном. В ночь на 28 сентября заграждение было усилено, а 28-го по броненосцам открыт огонь и оба они подбиты. Дальнейшие действия у Сулина были остановлены приказанием об отступлении, и отряд вернулся обратно, поставив новое заграждение на 42-й миле Сулинского гирла. За это дело Диков был награждён орденом Святого Георгия 4-й степени и произведён в капитаны 2-го ранга. Диков стал первым  из морских командиров, получивших солдатский и офицерский георгиевский крест.  До конца войны ему поручались ответственные задания: он был наблюдающим за расстановкой мин во всех черноморских портах, наблюдал за содержанием маяков, электроосвещением в портах и сигнальной частью.

### Карьера
В 1881—1885 годах Диков командовал учебным Черноморским минным отрядом, а в 1885—1886 годах — крейсером «Дмитрий Донской».
Капитан 1-го ранга Диков был назначен 24 ноября 1886 года исправляющим должность главного инспектора минного дела, а 1 января следующего года «за отличие по службе» произведен в чин контр-адмирала.
12 июля 1888 года Иван Михайлович был командирован в Англию для знакомства и подробного осмотра подводной лодки конструкции Норденфельда.
22 августа того же года приказом генерал-адмирала контр-адмирал Диков был назначен председателем комиссии для производства экзаменов чинам минного отряда, а в сентябре был командирован для инспектирования минных частей в портах и на судах Черноморского флота. 14 июня 1889 года по приказанию управляющего морским министерством Иван Михайлович был командирован для инспектирования минных частей в портах и на судах Черноморского флота, где находился на пароходе «Эриклик» в плавании по Чёрному морю.
В кампанию 1890 года Иван Михайлович на крейсере «Память Меркурия» в должности младшего флагмана практической эскадры крейсировал в Чёрном море. 1 января 1891 года Дикову был всемилостивейшее пожалован орден Святого Станислава 1-й степени. С 22 августа того же года временно выполнял обязанности помощника начальника Главного Морского штаба. В компанию 1892 года Иван Михайлович находился в должности старшего флагмана практической эскадры Чёрного моря, поочередно поднимая свой флаг на эскадренных броненосцах «Чесма», «Синоп», «Двенадцать апостолов» и «Георгий Победоносец», а по окончании кампании высочайшим приказом по морскому ведомству №345 от 21 декабря был назначен исправляющим должность старшего флагмана Черноморской флотской дивизии. 10 мая 1893 года, после императорского смотра судам Черноморского флота Иван Михайлович был удостоен Высочайшего благоволения.
1 января 1894 года высочайшим приказом по морскому ведомству за №1 Диков был произведен в вице-адмиралы с утверждением в должности старшего флагмана и компанию 1894 года совершил в должности старшего флагмана практической эскадры. По окончании кампании ему приказом главного командира Черноморского флота и портов 26 ноября объявлена сердечная признательность за примерную заботливость о здоровье нижних чинов, а 6 декабря Дикову был высочайше пожалован орден Святой Анны 1-й степени. Циркуляром Главного Морского штаба за №13 от 27 января 1895 года вице-адмиралу Дикову поручено производство инспекторского смотра экипажам, школам и командам Черноморской флотской дивизии, расположенным в Севастополе. Кампании 1895-1897 годов Иван Михайлович на эскадренном броненосце «Синоп» и мореходной канонерской лодке «Терец» снова совершил в должности старшего флагмана практической эскадры, а в мае 1896 года исполнял обязанности главного командира Черноморского флота и военного губернатора Николаева.
20 января 1897 года приказом по морскому ведомству вице-адмирал Диков был назначен председателем Морского Технического комитета, а 15 июля следующего года – членом Адмиралтейств-совета с оставлением в должности председателя комитета. На Пасху 1897 года Ивану Михайловичу всемилостивейшее был пожалован орден Святого Владимира 2-й степени, а 22 августа следующего года он получил знак отличия на Георгиевской ленте «XL лет беспорочной службы». 30 августа 1899 года при спуске на воду с верфи Галерного острова крейсера I ранга «Паллада» император Николай II оставшийся довольным выполнением работ по постройке этого корабля и объявил Ивану Михайловичу в приказе №250 высочайшую благодарность. 1 января 1901 года Иван Михайлович был уволен от должности председателя морского технического комитета, а 1 апреля этого же года ему всемилостивейшее был пожалован орден Белого Орла. 14 мая 1902 года Ивану Михайловичу была продолжена аренда по 2000 рублей в год на 4 года, а 28 марта 1904 года он был награждён орденом Святого Александра Невского.
Оставаясь членом Адмиралтейств-совета, Иван Михайлович исполнял обязанности морского министра в его отсутствие и председательствовал в комиссии по пересмотру положения о морском цензе. В 1905 году назначен председателем комиссии для всестороннего расследования морских боев 28 июля 1904 года и 14 мая 1905 года. 6 декабря 1905 года Иван Михайлович был произведен в чин адмирала, а 14 января следующего года пожалован генерал-адъютантом с оставлением в занимаемой должности. 29 декабря 1906 года адмирал Диков был назначен постоянным членом Совета государственной обороны с оставлением в занимаемых должностях.

### Морской министр
11 января 1907 года Диков занял пост морского министра, одновременно с его назначением морскому министру были предоставлены права главного начальника флота и морского ведомства, поручено непосредственное заведование личным составом, боевыми силами и строевой частью. Морским министром Диков пробыл всего 2 года, но деятельность его на этом посту была отмечена рядом важных мероприятий:
- значительно расширен доступ в Морской корпус, куда до 1907 года принимались только дети военных моряков и потомственных дворян;
- изданы временные положения о судах вооружённого резерва, правила об аттестационных комиссиях в портах и новое положение о прохождении службы офицерами флота, которые разделены на строевой и береговой составы;
- была установлена классификация судов военного флота с разделением его на «действующий», 1-й и 2-й резервы;
- определены сроки службы судов в действующем флоте: для линейных кораблей и броненосных крейсеров — 10 лет, для крейсеров и минных судов — пока их элементы удовлетворяют требованиям;
- введено положение об управлении заводами морского ведомства, причём были выделены из состава Санкт-Петербургского порта судостроительные верфи, а в основу их управления положены коммерческие начала;
- в том же году издано положение о начальниках морских сил и опубликован наказ об управлении морскими командами.

В период состояния Дикова министром корабельные инженеры переименованы были в офицерские чины, и образованы 2 военно-морских кружка — в Петербурге и Севастополе. Министерство Дикова отмечено было неизменно благожелательным отношением его к плавающему флоту и нуждам личного состава, откровенным признанием непригодности старой системы управления морским ведомством, приведшей флот к поражениям 1904—1905 годов, и решимостью провести в жизнь необходимые флоту реформы. Не все начатые реформы могли были закончены в 2-летний период. Будучи министром, весьма враждебно относился к Государственной думе, где, в свою очередь, преобладало аналогичное отношение и к нему.
8 января 1909 года Диков был уволен по прошению от должности морского министра с оставлением членом Государственного Совета. В пожалованном ему Высочайшем рескрипте перечислялись заслуги Дикова на последнем посту, за которые Диков был награждён бриллиантовыми знаками к ордену Святого Александра Невского.
Умер 13 сентября 1914 года в Петрограде. Похоронен во Владимирском соборе в Севастополе.

## Награды
Российские:
- Знак отличия Военного ордена (26 ноября 1854),
- Орден Святого Станислава 3-й степени (21 октября 1863),
- Орден Святой Анны 3-й степени (1 августа 1865),
- Орден Святого Станислава 2-й степени (1 января 1869),
- Императорская корона к ордену Святого Станислава 2-й степени (8 апреля 1873),
- Орден Святой Анны 2-й степени (27 марта 1877),
- Орден Святого Георгия 4-й степени (19 декабря 1877),
- Орден Святого Владимира 4-й степени с бантом (22 сентября 1883),
- Орден Святого Владимира 3-й степени (1 января 1886),
- Орден Святого Станислава 1-й степени (1 января 1891),
- Орден Святой Анны 1-й степени (6 декабря 1894),
- Орден Святого Владимира 2-й степени (13 апреля 1897),
- Знак отличия беспорочной службы за XL лет (22 августа 1898),
- Орден Белого орла (1 апреля 1901),
- Орден Святого Александра Невского (28 марта 1904),
- Знак отличия беспорочной службы за L лет (29.12.1907),
- Бриллиантовые знаки к ордену Святого Александра Невского (8 января 1909),
- Орден Святого Владимира 1-й степени (1 января 1914).

Иностранные:
- Британский Королевский Викторианский орден 1-го класса (1908),
- Французский орден Почётного легиона, большой крест (1908)[4],
- Шведский орден Меча, большой крест (1908).